# 五一村 (下诺夫哥罗德州)
五一村（羅馬化：Pervoye Maya）是俄罗斯下诺夫哥罗德州的市级镇，属巴拉赫纳区，地处下诺夫哥罗德州中西部，位于伏尔加河一支流佩拉河（Пыра）畔，在区行政中心巴拉赫纳东南、州府下诺夫哥罗德西北方，西北有市级镇卢基诺。
该地2021年人口有2,149人；2010年人口2,135人；2002年人口2,210人。